# (94228) Leesuikwan
(94228) Leesuikwan est un astéroïde de la ceinture principale.

## Description
(94228) Leesuikwan est un astéroïde de la ceinture principale. Il fut découvert le 31 janvier 2001 à l'observatoire Desert Beaver par William Kwong Yu Yeung. Il présente une orbite caractérisée par un demi-grand axe de 2,65 UA, une excentricité de 0,13 et une inclinaison de 21,6° par rapport à l'écliptique.

## Compléments